# Новоерудинский
Новоерудинский — посёлок в Северо-Енисейском районе Красноярского края. Расположен на берегу реки Еруда.
До 2001 года на уровне муниципального устройства и до 2005 года на уровне административно-территориального устройства являлся входил в состав Вангашского сельсовета.

## История
С 1939 по 1980 годы Новоерудинский имел статус посёлка городского типа.

## Население
| 1959 | 1970 | 1979 | 2010 |
| ---- | ---- | ---- | ---- |
| 1605 | ↘368 | ↘333 | ↘47  |

## Экономика
Возник как посёлок золотодобытчиков. По мере истощения месторождения пришёл в упадок.